# Rifugio d'Ambin
Il refuge d'Ambin (in italiano rifugio d'Ambin) è un rifugio situato a Bramans (dipartimento della Savoia, regione Rodano-Alpi) nelle Alpi Cozie, a 2.270 m s.l.m.

## Caratteristiche e gestione
Il rifugio è gestito continuativamente tra metà giugno e metà settembre e saltuariamente, previo accordo con i gestori, anche in altri periodi dell'anno.
Nei pressi del rifugio viene a volte allestito un accampamento militare che permette ai soldati di trascorrere alcune notti in zona durante le loro periodiche esercitazioni.

## Accesso
L'accesso avviene partendo da Bramans per la strada che percorre il vallone d'Ambin. Si devono seguire le indicazioni per la frazione Planay; la strada diventa poi sterrata e termina ad un parcheggio situato circa 1,5 km a monte di un ponte sul torrente Ambin in un luogo detto Maroqua, a 1.985 metri di quota.
Dal parcheggio il rifugio è raggiungibile per sentiero in circa 75 minuti.

## Ascensioni
- Punta Sommeiller (3.333 m s.l.m.)
- Monte Ambin (3.264 m s.l.m.)
- Monte Niblè (3.365 m s.l.m.)
- Rocca d'Ambin (3.372 m s.l.m.)
- Grand Cordonnier (3.087 m s.l.m.)

## Traversate
- Rifugio Levi Molinari (1.850 m s.l.m.)
- Rifugio Scarfiotti (2.165 m s.l.m.) - attraverso il colle del Sommeiller
- Rifugio Luigi Vaccarone (2.747 m s.l.m.)
- Refuge de Bramanette (2.080 m s.l.m.)